# Porte sectionnelle

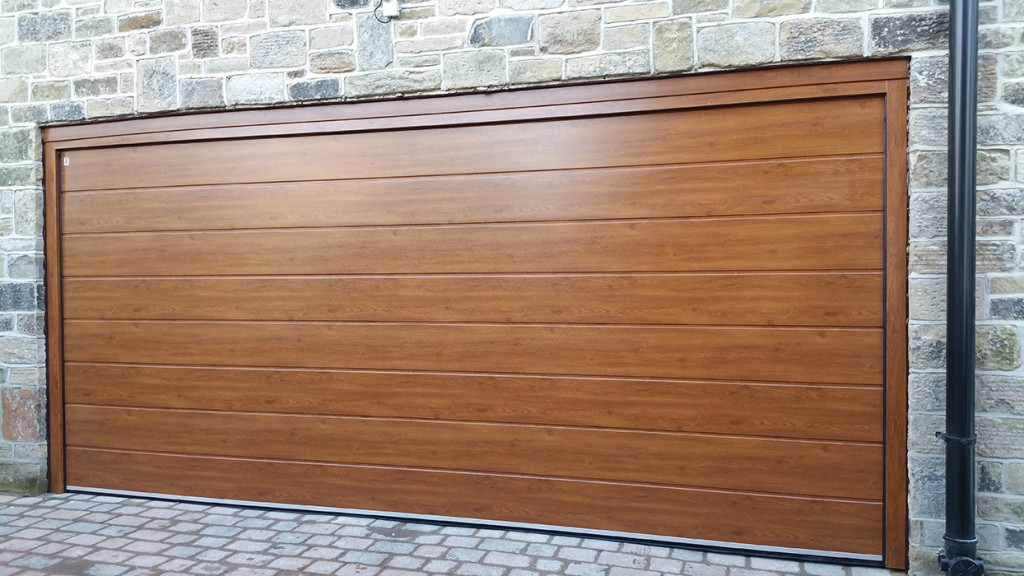
Porte sectionnelle de garage en bois.

Une porte sectionnelle est une porte d'extérieur, faite de panneaux articulés entre eux. La porte a un débattement latéral, en plafond, et peut s'enrouler autour d'un tambour. Elle est motorisée, ou manuelle pour les portes de petite taille.

## Étymologie
La porte sectionnelle tire son nom des différentes sections qui la composent. Les panneaux ou lames articulés sont les composants de base de ce type de porte.

## Utilisation

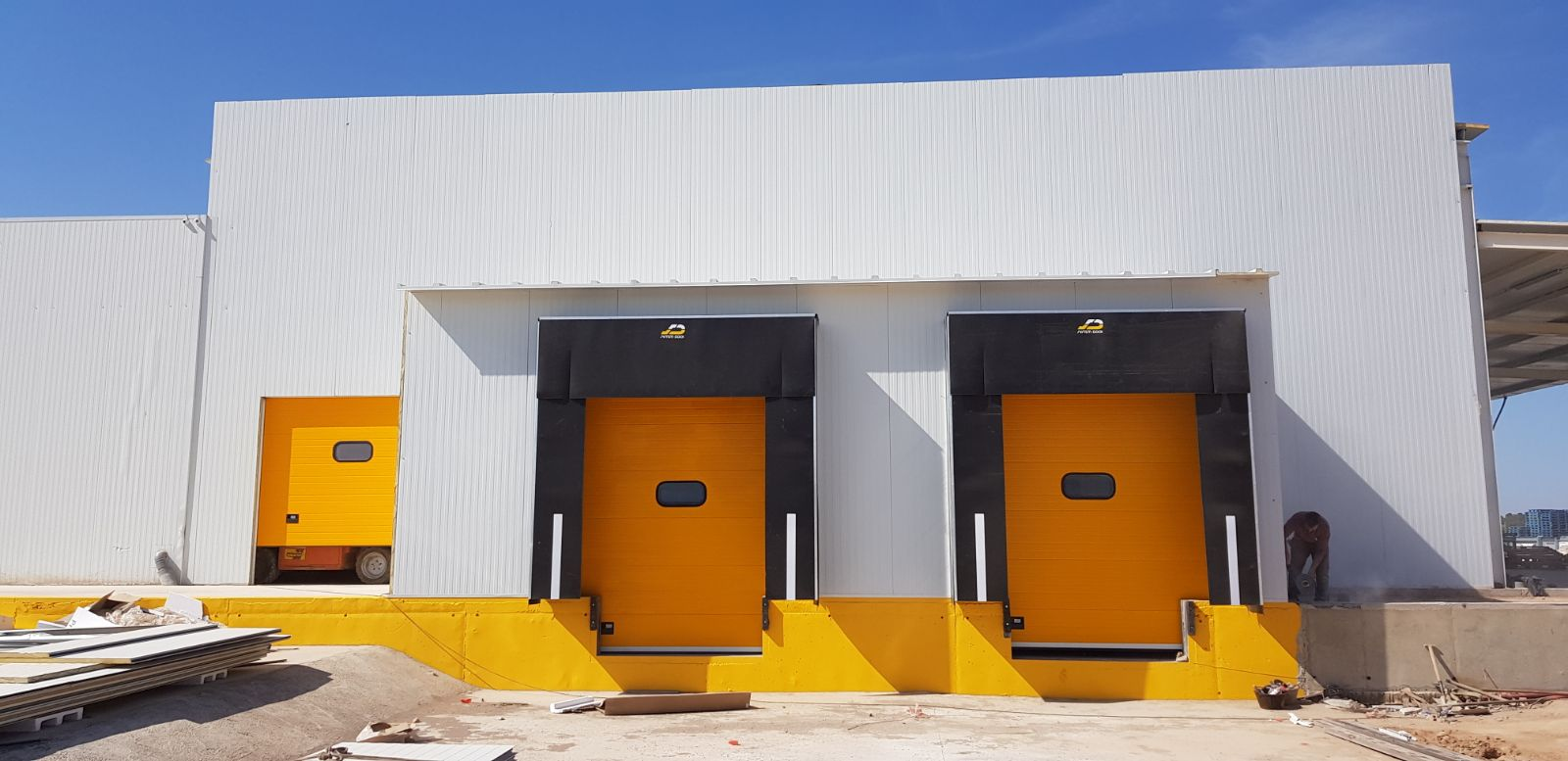
Quai de chargement avec portes sectionnelles.

Les portes de garage et de caserne de pompiers sont très souvent des portes sectionnelles.
Dans l'industrie, la porte sectionnelle industrielle est construite sur un principe similaire avec des panneaux articulés et maintenus ensemble. En revanche, elle présente des dimensions plus importantes que la porte sectionnelle traditionnelle. Elle est fréquente dans les usines, les entrepôts de logistique, et aussi en milieu agricole.

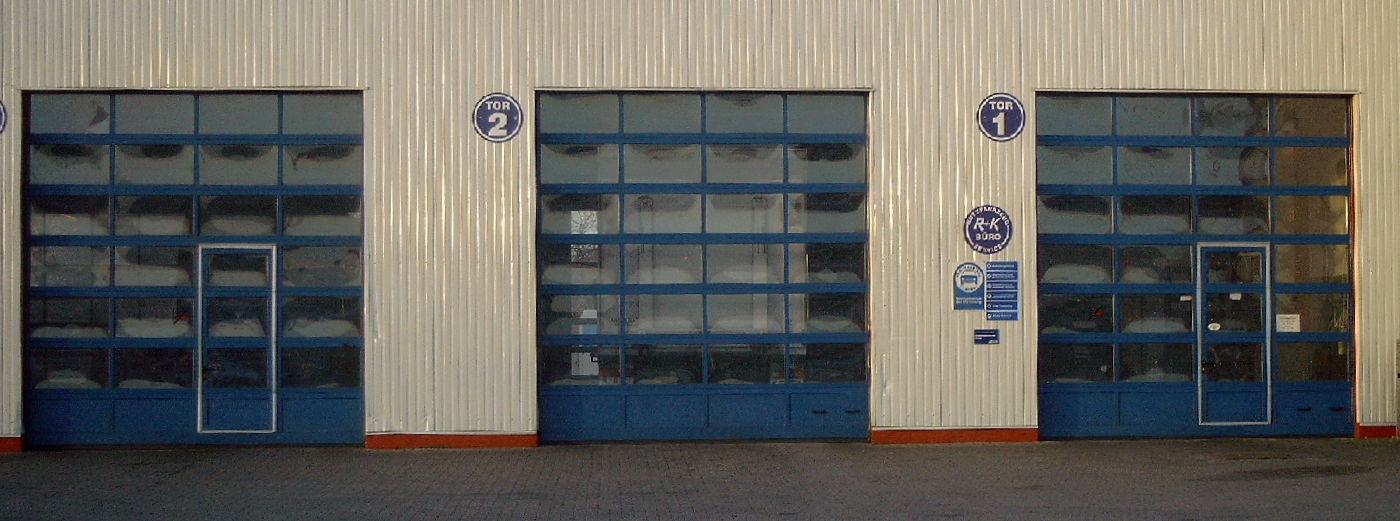
Portes sectionnelles dont deux avec portillon.

La porte sectionnelle inclut parfois un portillon, lui-même composée de plusieurs panneaux articulés. C'est alors une porte qu'on peut ouvrir indépendamment du reste.

## Fonctionnement

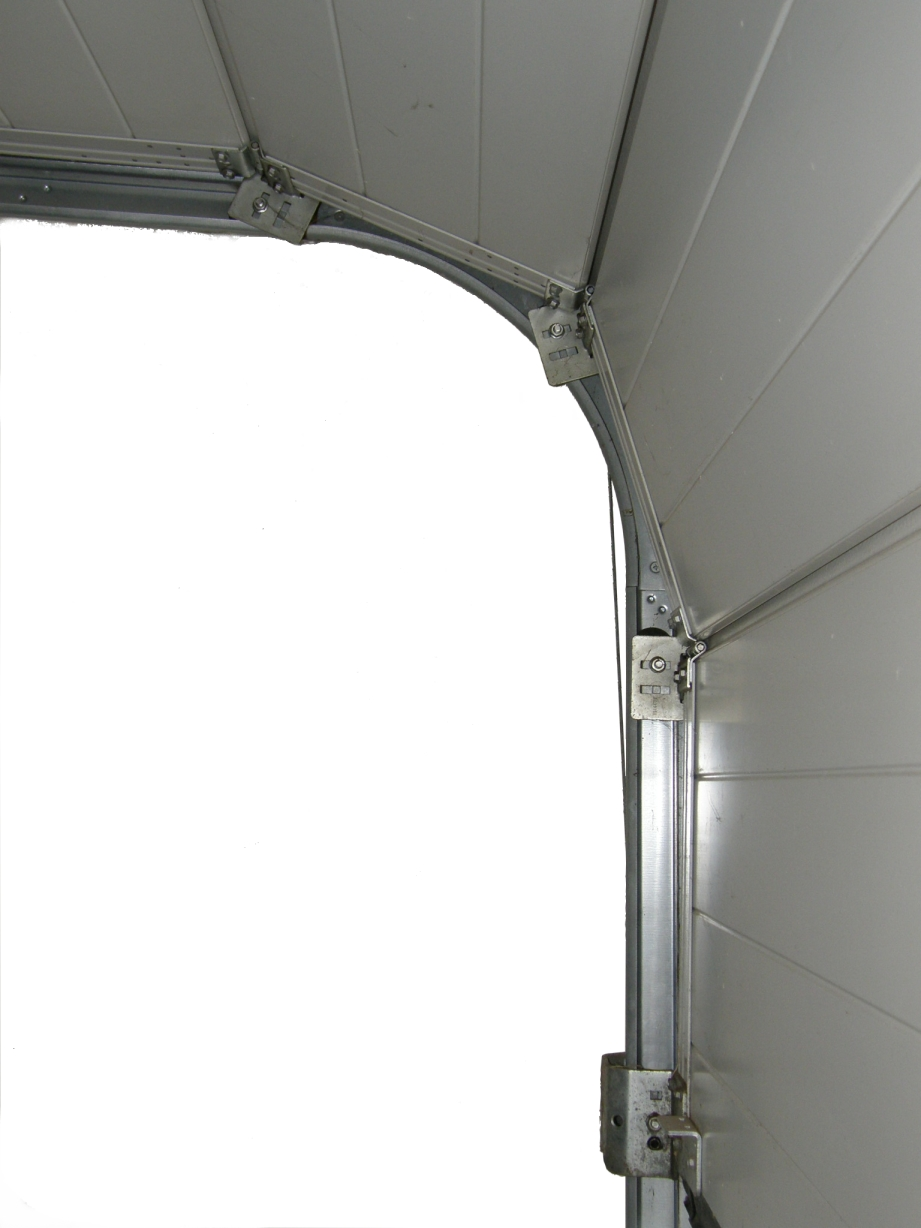
Système de guidage d'une porte sectionnelle.

Les panneaux adjacents sont reliés les uns aux autres par des charnières. Chaque panneau est retenu par deux rails qui servent de guide, par le biais d’un roulement en forme de galet (inséré dans les rails de guidage).

## Intérêts
Les portes sectionnelles sont moins encombrantes que les portes basculantes, ou les portes battantes plus anciennes, puisqu'elles suivent le contour des bâtiments dans lesquelles elles se rangent.
Par exemple, une porte sectionnelle de garage ne présente pas de débordement vers l'extérieur à l'inverse d'une porte basculante. Elle est facile à motoriser.

## Options
La porte sectionnelle est adaptable : 
- La taille et la forme des panneaux ;
- La présence de hublots transparents ;
- Le laquage[2].

Elle est généralement faite en PVC ou en bois,Le choix d'une porte sectionnelle dépend de plusieurs critères, notamment le matériau utilisé (PVC, aluminium, bois ou acier), le niveau d'isolation thermique et acoustique, ainsi que les options de motorisation et de personnalisation. Les portes en aluminium sont par exemple appréciées pour leur légèreté et leur résistance à la corrosion, tandis que celles en acier offrent une meilleure sécurité.

## Autres modèles
La porte sectionnelle fait partie des différents types de portes, avec la porte coulissante, la porte battante, la porte bâtarde...

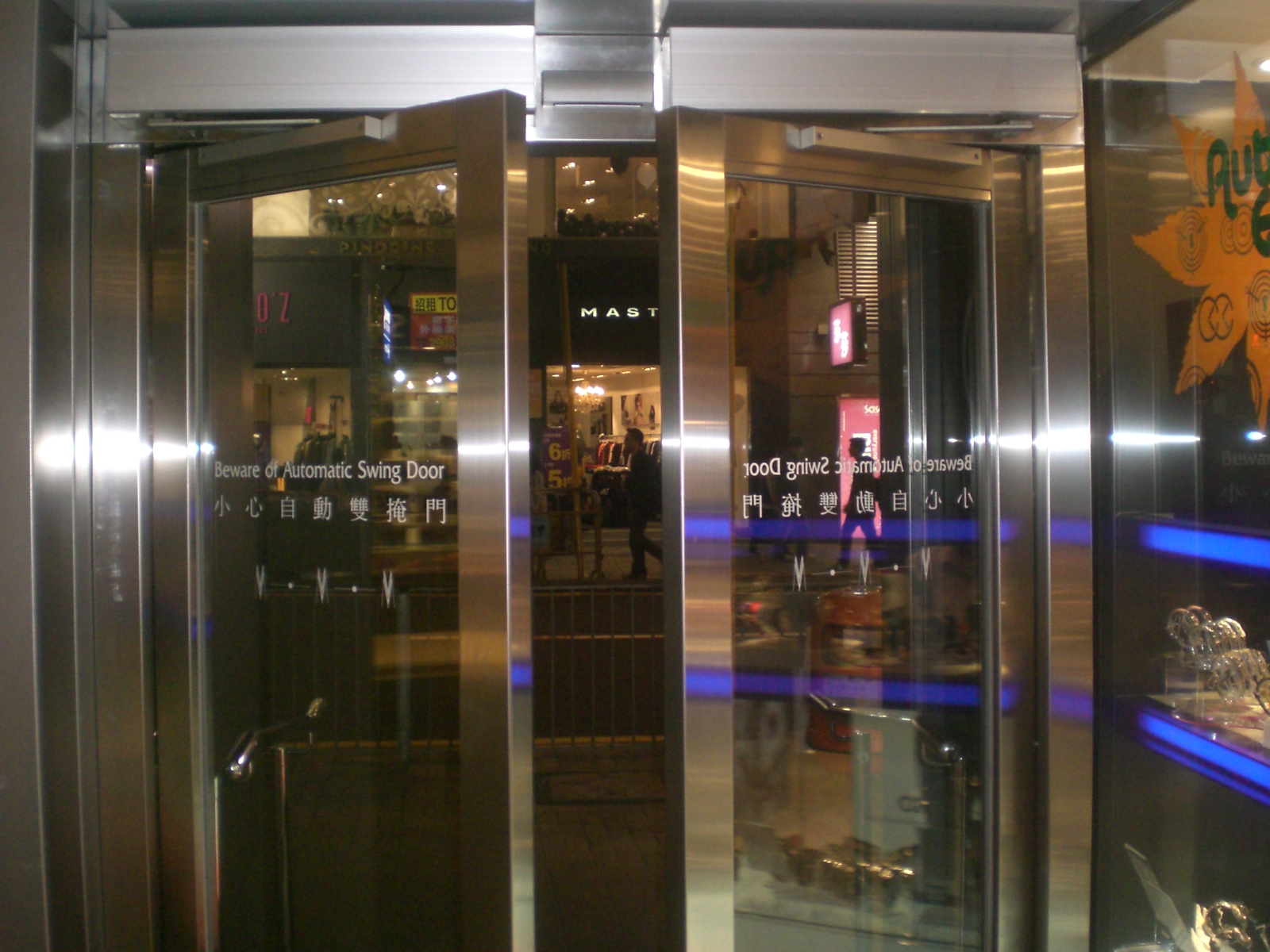
Porte battante automatique.
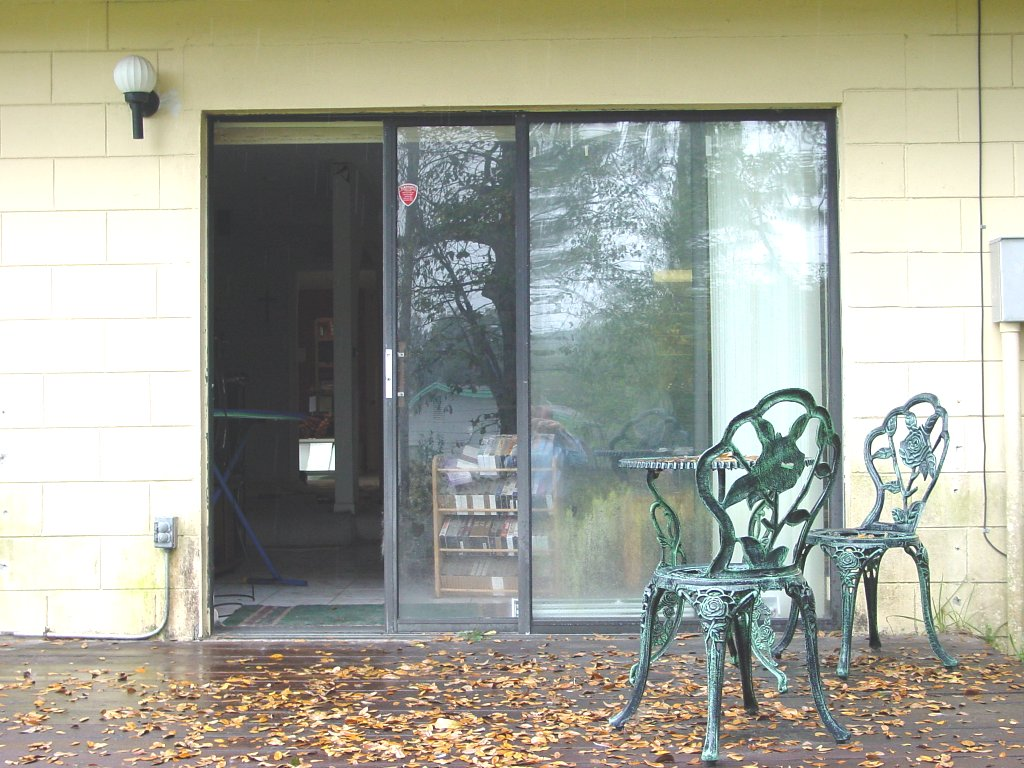
Porte coulissante.
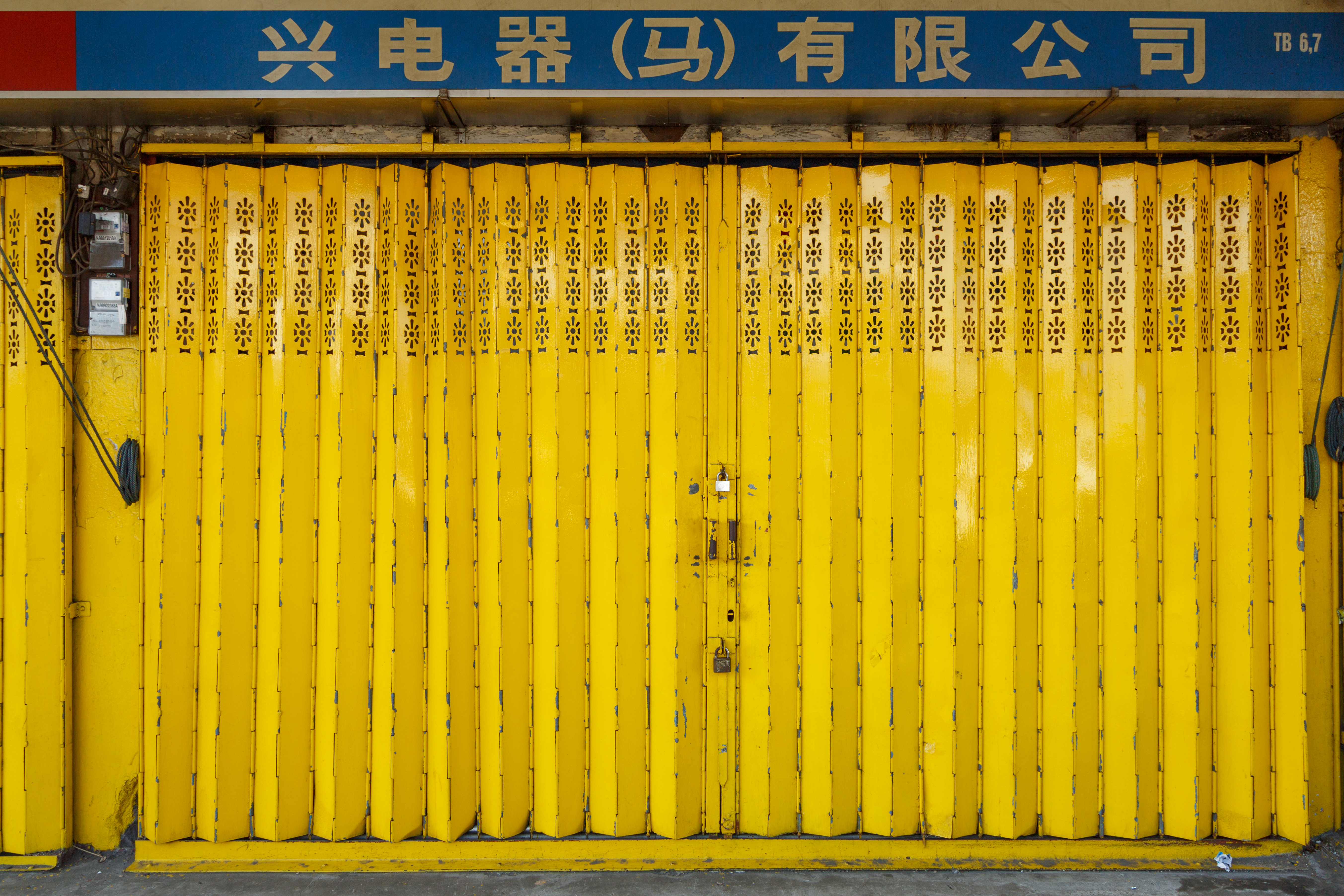
Porte pliante de magasin.